# Asalto y robo de un tren
Asalto y robo de un tren (título original: The Great Train Robbery) es un cortometraje mudo estadounidense de 1903 del género Wéstern, escrito, producido y dirigido por Edwin S. Porter. Es considerada como la primera película de acción estadounidense y la primera del género Wéstern con una "forma reconocible".
La película utilizó una serie de técnicas no convencionales, incluyendo edición compuesta, rodaje en locaciones y un movimiento de cámara frecuente. La película es una de las primeras en utilizar la técnica de cross-cutting, en el que se muestran dos escenas produciéndose simultáneamente pero en lugares diferentes.
En 1990, la película fue considerada «cultural, histórica y estéticamente significativa» por la Biblioteca del Congreso de Estados Unidos y seleccionada para su preservación en el National Film Registry.

## Estructura

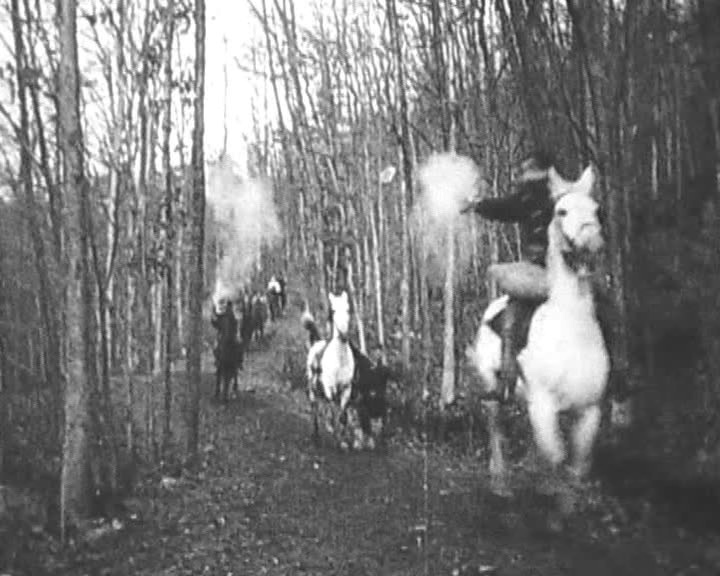
Los bandidos son atacados durante su intento de escape con el botín.

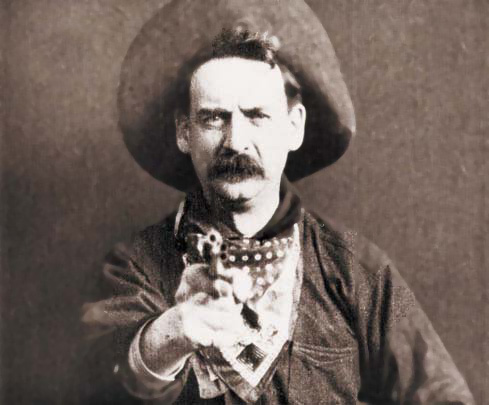
El actor Justus D. Barnes, en el papel del jefe de la banda, apuntando y disparando al público a quemarropa.

- Secuencia 1 (toma única, plano general). Oficina del ferrocarril. Unos ladrones sorprenden al radiotelegrafista, lo obligan a punta de pistola a detener un tren y a transmitir órdenes para que el ingeniero llene el ténder de la locomotora en el tanque de agua de la estación. Lo atan, lo dejan en el suelo y se marchan.
- Sec. 2 (toma única, plano general con ligera panorámica de reencuadre a la derecha). Detrás del depósito de agua que sirve para alimentar la máquina se esconden los ladrones, llega el tren, se provee de agua y los ladrones suben.
- Sec. 3 (toma única, plano general y uso de fuera de campo). En el interior de uno de los vagones, un empleado oye el ruido de los ladrones, trata de impedir el robo cuando aquellos irrumpen disparando sus armas, lo hieren y cae al suelo. Intentan abrir la caja y no pueden. Colocan un explosivo y salen del encuadre. La caja se abre tras la explosión y se hacen con el botín.
- Sec. 4. Plano A. El tren se ha parado y los ladrones dan instrucciones al maquinista para que separe la locomotora del resto del convoy. Plano B. Los viajeros descienden de los vagones y se colocan en las vías con las manos en alto; los ladrones van robando sus pertenencias. Uno de los viajeros intenta huir corriendo, pero cae abatido por los disparos de los ladrones. Plano C. Los ladrones llegan a la máquina, que se pone en marcha y abandona el lugar.
- Sec. 5. Plano A (plano general y ligera panorámica a la izquierda). El tren para, se apean los ladrones y bajan por un terraplén en dirección a un bosque. Plano B (plano general y panorámica a la izquierda). En el bosque se acercan los ladrones, atraviesan un arroyo y llegan hasta los caballos.
- Sec. 6. Plano A (plano general). En la oficina, el radiotelegrafista trata de incorporarse para dar la voz de alarma, pero cae al suelo. Llega una niña, lo intenta reanimar y desatar. Plano B (plano general). En un local se celebra un baile de estilo country. Llega el radiotelegrafista, avisa del robo y salen los hombres corriendo.
- Sec. 7 (toma única, plano general). En un camino en medio del bosque los forajidos huyen perseguidos por otros hombres; hay un tiroteo.
- Sec. 8 (toma única, plano general). Los ladrones están repartiéndose el botín cuando son sorprendidos por sus perseguidores; hay otro tiroteo y los ladrones mueren.

La película se distribuía junto con un plano medio donde el jefe de los bandidos mira a la cámara y dispara, el cual los exhibidores podían insertar al principio o al final de la película, según su propio criterio.

## Dirección
En los inicios de la década de 1900, Thomas Alva Edison se benefició de la piratería alegando que inventó la fotografía animada. Sin embargo, el control más férreo de creadores como George Méliès empezaron a abrir sucursales en Estados Unidos, obligó Edison a la producción de películas propias. Su principal realizado fue Edwin S. Porter, jefe del estudio de 1902 a 1910 con obras como Salvamento en un incendio imitando una previa de la escuela de Brighton. Pero fue con Asalto y robo de un tren consolida su técnica narrativa que serviría de base para el posterior cine de acción.
Para tomar influencias para su obra, Porter se vio y analizó las películas de Méliès, quedando sorprendido por la longitud y factura de las mismas y creyó que él podría hacer ese tipo de propuestas.

## Guion
Las fuentes utilizadas para los westerns en sus inicios se nutrieron de la mitología creada por la conquista y colonización del oeste.

## Reparto
- Alfred C. Abadie como el comisario.
- Broncho Billy Anderson como bandido / pasajero / bailarín.
- Justus D. Barnes como el bandido que dispara a la cámara.
- Walter Cameron como el otro comisario.
- Donald Gallaher como un niño pequeño.
- Frank Hanaway como otro bandido.
- Adam Charles Hayman como otro bandido.
- John Manus Dougherty como otro bandido.
- Marie Murray como la bailarina.
- Mary Snow como una niña pequeña.

Sin acreditar
- George Barnes[8]
- Morgan Jones

## Interés y novedad del filme
En sólo una docena de planos y casi diez minutos de duración (al menos en la versión restaurada por el British Film Institute), Asalto y robo de un tren plantea una historia completa con un desarrollo narrativo y una tensión dramática nuevas para el espectador de la época.
El interés y la novedad de este filme en relación con sus contemporáneos radica en su capacidad para articular un lenguaje audiovisual de forma coherente; es decir, para superar la acumulación de tableaux en beneficio de la sucesividad de las acciones. A ello contribuye el raccord entre los planos y las secuencias, como cuando se observa la continuidad de la dirección entre los planos B y C de la secuencia 4 (los ladrones salen del encuadre por la izquierda y entran por la derecha) o entre la sec. 4 y la 5 (en ambos casos el tren se mueve de derecha a izquierda). La inserción de las secuencias 6 y 7 en medio de la huida de los ladrones establece una acción paralela que proporciona tensión dramática al texto; tensión incrementada por la ralentización del ritmo mantenido hasta ese momento que supone la secuencia del baile. Por su parte, las imágenes de exteriores insertadas en ventanas en las secuencias primera y tercera otorgan realismo y desteatralización al relato. Los movimientos de cámara, aunque breves, muestran el interés en que sea el encuadre quien esté subordinado a la acción y no al contrario (como era entonces habitual), al mismo tiempo que dirigen la mirada del espectador en función de la acción dramática. A pesar de que el encuadre se mantiene en todo momento en plano general, la puesta en escena permite que los movimientos de los personajes otorguen dinamismo a la acción y varíe la escala, como es evidente en la secuencia 7.